# بيل بيرش
بيل بيرش (بالإنجليزية: Bill Birch)‏ هو سياسي نيوزلندي، ولد في 9 أبريل 1934 في هاستينجس في نيوزيلندا. حزبياً، نشط في الحزب الوطني في نيوزيلندا. وقد انتخب عضو مجلس الشورى البريطاني وانتخب وزير المالية ‏ (1 نوفمبر 1993 – 1999) وانتخب عضو مجلس النواب النيوزيلندي.